# Landkreis Bernburg
Landkreis Bernburg is een voormalig district (Landkreis) in de Duitse deelstaat Saksen-Anhalt. Het had een oppervlakte van 413,70 km² en een inwoneraantal van 65.937 (31-05-2005).

## Steden
De volgende steden liggen in het district:
- Könnern
- Bernburg (Saale)
- Nienburg (Saale)
- Alsleben (Saale)
- Güsten